# 烏赫里尼夫 (特諾皮爾州)
49°15′15″N 25°4′37″E / 49.25417°N 25.07694°E

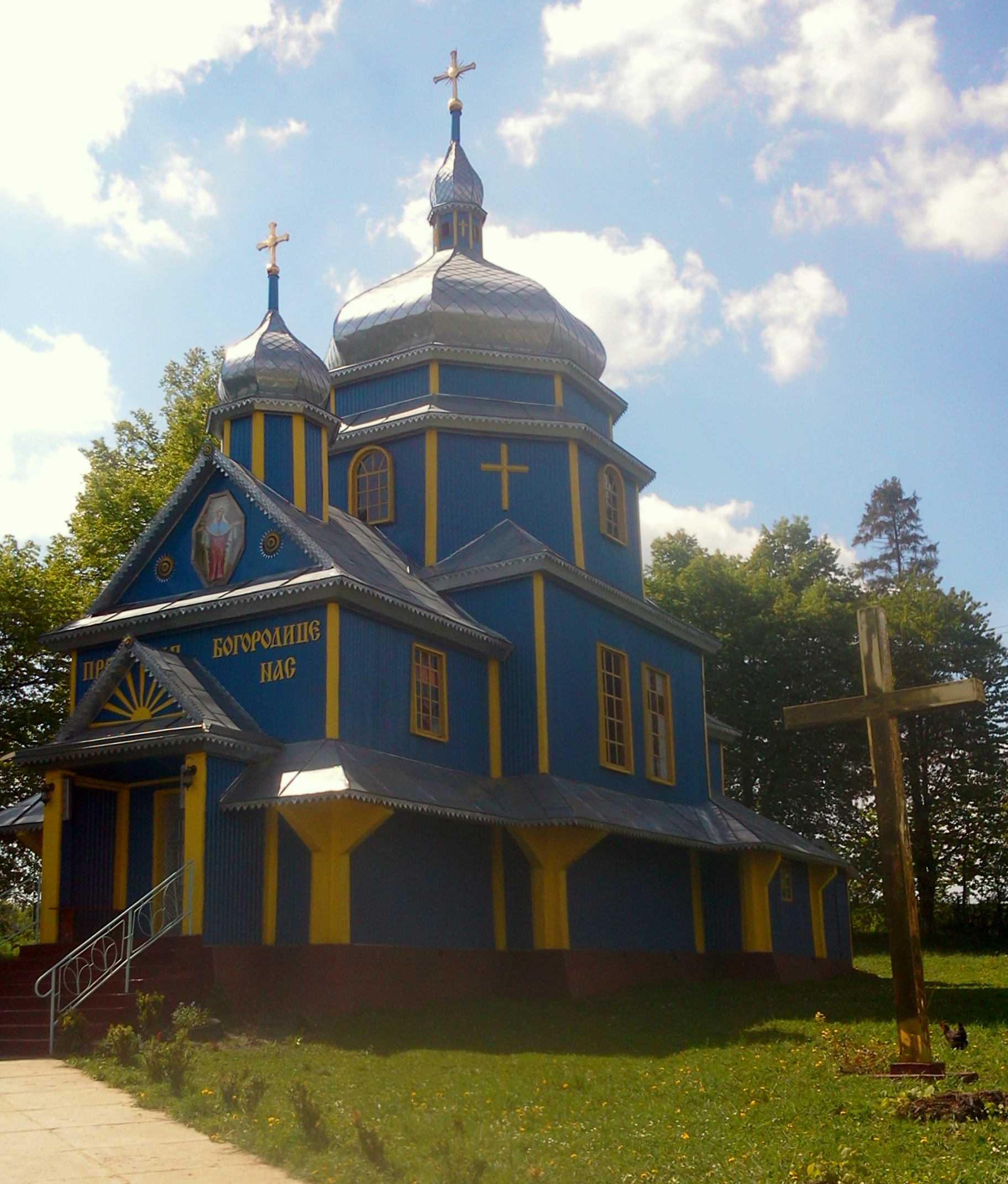

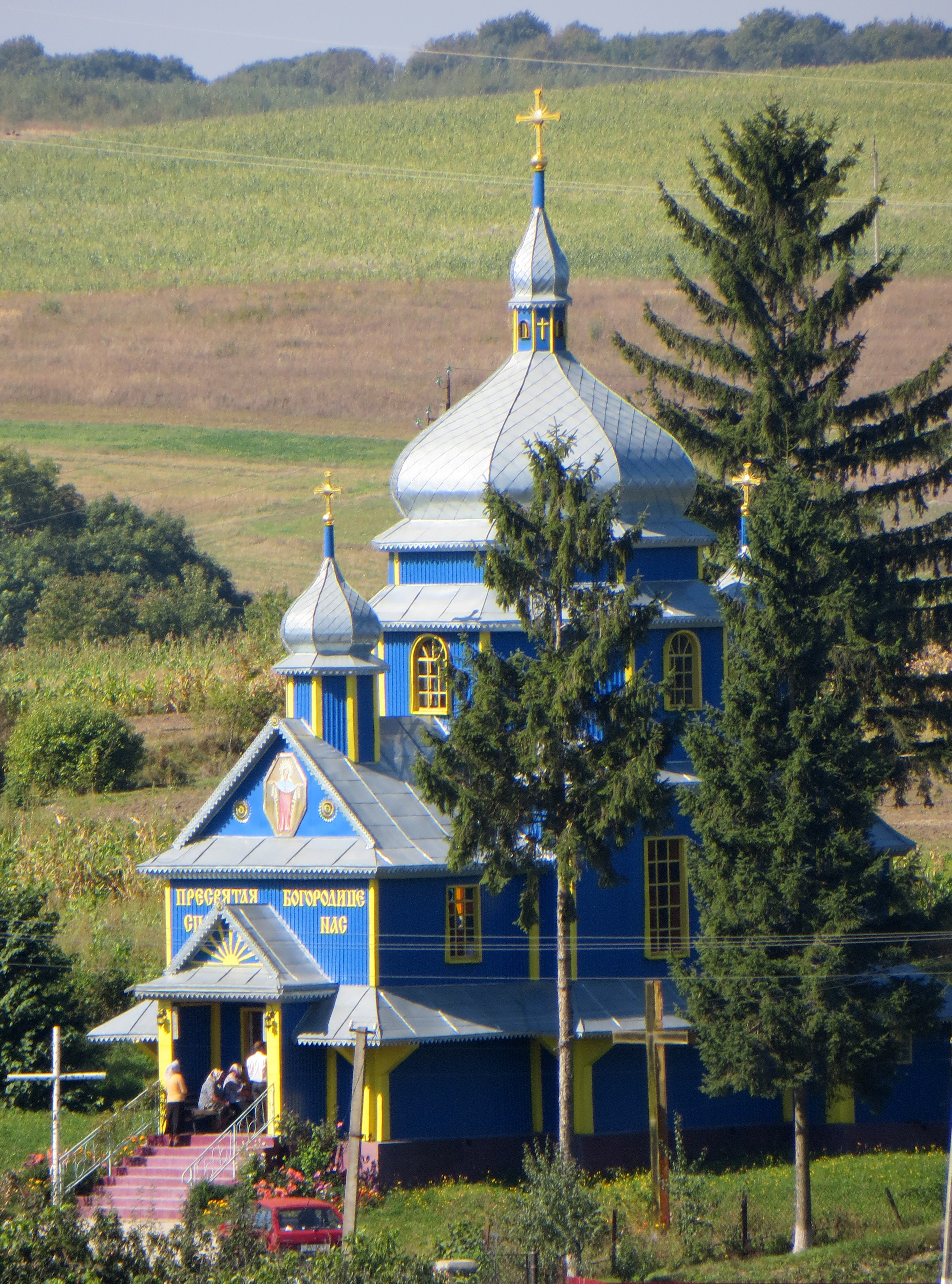

烏格里尼夫（羅馬化：Uhryniv）是烏克蘭的村落，位於該國西部捷爾諾波爾州，由捷尔诺波尔区負責管轄，始建於1450年，面積17.4平方公里，海拔高度327米，2001年人口832，人口密度每平方公里47.9人。